# São Joaquim de Bicas
São Joaquim de Bicas est une municipalité brésilienne de l'État du Minas Gerais et la microrégion de Belo Horizonte.